# Simonshaven
Simonshaven est un village dans la commune néerlandaise de Nissewaard, dans la province de la Hollande-Méridionale. Le 1er janvier 2006, le village comptait 445 habitants.